# Gruppo di NGC 1700
Il Gruppo di NGC 1700 comprende almeno sette galassie situate nelle costellazioni dell'Eridano e di Orione.

## Descrizione
La distanza media tra il centro di massa di questo gruppo e la nostra Via Lattea è di circa 187 milioni di anni luce (57,4 Mpc).

## Membri
I membri del Gruppo di NGC 1700 sono riportati nella tabella sottostante.
Da notare che NGC 1741 è in realtà una coppia di galassie, costituita da PGC 16570 e PGC 16574.
| Nome      | Costellazione | Classificazione | Tipo                        | RA (J2000.0)  | DEC (J2000.0) | Velocità radiale (km/s) | Magnitudine apparente | Distanza (Mpc) | Dimensioni (kal) |
| --------- | ------------- | --------------- | --------------------------- | ------------- | ------------- | ----------------------- | --------------------- | -------------- | ---------------- |
| IC 2102   | Eridano       | SB(rs)cd        | Spirale barrata             | 04h 51m 55.3s | -04° 57′ 06″  | 3630 ± 8                | 13,8                  | 53,1 ± 3,7     | 74               |
| NGC 1700  | Eridano       | E4              | Ellittica                   | 04h 56m 56.3s | -04° 51′ 57″  | 3899 ± 2                | 11,2                  | 57,2 ± 4,0     | 115              |
| NGC 1729  | Orione        | SA(s)c          | Spirale                     | 05h 00m 15.7s | -03° 21′ 09″  | 3632 ± 4                | 12,9                  | 53,3 ± 3,7     | 63               |
| PGC 16570 | Eridano       | SB(s)m          | Spirale barrata magellanica | 05h 01m 38.3s | -04° 15′ 25″  | 4136 ± 2                | 14,31                 | 56,4 ± 3,9     | 22               |
| PGC 16573 | Eridano       | SB(s)m? pec     | Spirale barrata magellanica | 05h 01m 36.2s | -04° 15′ 43″  | 4019 ± 0                | 12,50                 | 59,1 ± 4,1     | 76               |
| NGC 1741  | Eridano       | Sdm? pec        | Spirale magellanica         | 05h 01m 38.3s | -04° 15′ 25″  | 4039 ± 5                | 14,4                  | 59,4 ± 4,2     | 84               |
| IC 399    | Eridano       | IAB(s)m pec     | Irregolare magellanica      | 05h 01m 44.0s | -04° 17′ 20″  | 3997 ± 9                | 15,4                  | 58,8 ± 4,3     | 34               |

Il sito DeepskyLog permette di trovare agevolmente le costellazioni in cui sono situate le galassie; in alternativa si possono utilizzare le coordinate delle galassie per individuarle. Se non altrimenti indicato, le coordinate sono quelle fornite dal sito NASA/IPAC (National Aeronautics and Space Administration / Infrared Processing and Analysis Center).